# 連勝武
連勝武（1976年2月4日—），中華民國前副總統連戰次子。連勝武是鑫鑫資本公司董事長、中盛資本管理執行董事、天津中銀中盛股權投資管理有限公司執行董事、永豐金證券董事，連勝文參選臺北市長後接手永豐商業銀行董事與連家旗下的富仁投資公司董事長。

## 爭議
- 受邀演講「擺脫22K，如何在30歲之前月薪30萬元」，連勝武建議年輕人多進修，有機會就去國外[8]。但領22K的年輕人或低薪族哪是想出國就能出國？多得是「我沒出國的錢」。這又勾起社會上對連家既定的「靠爸」「世襲權貴」的觀感[9][10]。

- 2014年1月以台灣鑫鑫資本公司董事長身分會見中國吉林省委書記王儒林，商論台灣有機農業技術[2]。同年2月，與父親在釣魚台國賓館拜會中共中央總書記習近平[11]。

- 自稱與連勝文「一個主內、一個主外」的連勝武違法偷渡出賣被經濟部與行政院農業委員會明文管制禁止輸出中國投資的有機稻種/水稻、育種/種植等臺灣農業技術等供中國開發，與中國地方政府簽訂高達85億新台幣的投資協議「引進與運用台灣有機稻種植技術和研究成果」，違害國家重大利益，被太陽花學運核心成員與臺北市議員候選人王奕凱及記者/作家與新北市議員候選人臧家宜痛批為「整個國家都被連家徹徹底底的出賣了！...連戰勾結中共、連惠心賣假藥、連勝文欺騙坑殺台灣投資人，連勝武也跟著毀台滅農，出賣台灣關鍵技術，整個連家無可救藥。一家人充滿污點，非常對不起台灣人，連勝文居然還有臉選市長，非常可恥！」依法應予裁罰投資額的20％，也就是新台幣17億。王奕凱並指徐立德、盧秀燕、詹春柏、連勝文競選總部主委陳烱松等中國國民黨人士亦涉入。王奕凱和臧家宜呼籲檢調盡速已罪證確鑿的連勝武。臺灣媒體與網路社群亦廣泛予以譴責[12][13][14][15][16][6][17]。

- 知名媒體人周玉蔻指連家二公子若不是「哥哥爸爸真偉大」以及馬英九政府的縱容，可憑恃特權許可擴大連家企業版圖成為金融新貴嗎？連勝武更進一步把「一直賺、一直賺、一直賺」的家族本領擴大結合一位黃姓中國政協委員，結盟蔣孝武之子蔣友松（繼母蔡惠媚是連勝文妻子蔡依珊的姑姑）、吳伯雄之子吳志剛而成為香港金至尊珠寶公司董事，製作臺北國立故宮博物院展品黃金複製品，在台設點100家出售。前立委郭正亮也批判貪婪成性、利用政商關係斂財的連戰家族因「永遠結合政商、不知利益迴避、個個都愛錢」的傳統與毫無羞愧之心而遭臺灣人民痛恨[18][6][7]。對於前立委郭正亮於2014年選舉期間曾多次公開投稿，批評連戰家族「永遠結合政商、不知利益迴避、個個都愛錢」、「連家多行不義必自斃」等，經連戰提起民事訴訟。本案纏訟多時，後郭正亮公開發表聲明，表示因引述不實相關報導而發表之言論，公開道歉，並坦承一切都是政治操盤。[19][20]

## 其他
1994年《黃佩芬命案》時，死者的哥哥（當時就讀建國中學高三）本身是位肝癌末期患者，透過同班同學連勝武向其父連戰（時任行政院長）請求協助。

## 個人生活

### 家庭
中國國民黨前主席連戰之子，姊連惠心、兄連勝文、妹連詠心。2006年與父親連戰回漳州祭祖。
已婚，妻子路永佳，二人於2009年11月7日在香港登記結婚，育有1子2女（分別出生於2010年、2012年和2014年）。2021年1月26日被蘋果新聞網拍到和一名女子親吻摟抱 但他沒正面回應